# Női kajak négyes 500 méter a 2008. évi nyári olimpiai játékokon
A 2008. évi nyári olimpiai játékokon a kajak-kenu női kajak négyes 500 méteres versenyszámát augusztus 18. és 22. között rendezték a Shunyi olimpiai parkban. A versenyszámot a címvédő Fanny Fischer, Nicole Reinhardt, Katrin Wagner-Augustin, Conny Wassmuth összetételű német egység nyerte a magyar kajakosok előtt.
Minden kajak négyes az előfutamokban kezdte a küzdelmeket. Az előfutamok első három helyezettjei automatikusan kvalifikálták magukat a döntőbe, a mögöttük célba érők pedig az elődöntőbe jutottak. Az elődöntő első három helyezettjei csatlakoztak a döntő mezőnyéhez.
Az előfutamokat augusztus 18-án, az elődöntőt augusztus 20-án, a döntőt augusztus 22-én bonyolították le.

## Eredmények
Az időeredmények másodpercben értendők. A rövidítések jelentése a következő:
- QF: döntőbe jutás helyezés alapján
- QS: elődöntőbe jutás helyezés alapján

### Előfutamok
| 1. futam | 1. futam | 1. futam | 1. futam |
| Helyezés | Nemzet | Idő      | Mj       |
| -------- | --- | -------- | -------- |
| 1.       | Németország (GER) · Fanny Fischer · Nicole Reinhardt · Katrin Wagner-Augustin · Conny Wassmuth                | 1:33,912 | QF       |
| 2.       | Kína (CHN) · Hszü Ja-ping · Csung Hung-jen · Jü La-mej · Liang Pej-hszing                                     | 1:36,971 | QF       |
| 3.       | Dél-afrikai Köztársaság (RSA) · Michele Eray · Carol Joyce · Nicola Mocke · Jennifer Hodson                   | 1:37,399 | QF       |
| 4.       | Olaszország (ITA) · Stefania Cicali · Alessandra Galiotto · Fabiana Sgroi · Alice Fagioli                     | 1:37,436 | QS       |
| 5.       | Japán (JPN) · Kitamoto Sinobu · Kuno Ajaka · Takeja Mikiko · Szuzuki Jumiko                                   | 1:38,618 | QS       |
| 2. futam | |          |          |
| Helyezés | Nemzet | Idő      | Mj       |
| 1.       | Magyarország (HUN) · Kovács Katalin · Szabó Gabriella · Kozák Danuta · Janics Natasa                          | 1:34,321 | QF       |
| 2.       | Lengyelország (POL) · Beata Mikołajczyk · Aneta Pastuszka-Konieczna · Edyta Dzieniszewska · Dorota Kuczkowska | 1:36,497 | QF       |
| 3.       | Ausztrália (AUS) · Lisa Oldenhof · Hannah Davis · Chantal Meek · Lyndsie Fogarty                              | 1:36,516 | QF       |
| 4.       | Spanyolország (ESP) · Beatriz Manchón · Jana Smidaková · Sonia Molanes · Teresa Portela                       | 1:37,914 | QS       |
| 5.       | Kanada (CAN) · Émilie Fournel · Karen Furneaux · Geneviève Beauchesne-Sévigny · Kristin Gauthier              | 1:39,366 | QS       |

### Elődöntő
| Helyezés | Nemzet                                                                                           | Idő      | Mj |
| -------- | ------------------------------------------------------------------------------------------------ | -------- | -- |
| 1.       | Spanyolország (ESP) · Beatriz Manchón · Jana Smidaková · Sonia Molanes · Teresa Portela          | 1:37,172 | QF |
| 2.       | Japán (JPN) · Kitamoto Sinobu · Kuno Ajaka · Takeja Mikiko · Szuzuki Jumiko                      | 1:37,449 | QF |
| 3.       | Olaszország (ITA) · Stefania Cicali · Alessandra Galiotto · Fabiana Sgroi · Alice Fagioli        | 1:37,887 | QF |
| 4.       | Kanada (CAN) · Émilie Fournel · Karen Furneaux · Geneviève Beauchesne-Sévigny · Kristin Gauthier | 1:38,224 |    |

### Döntő
| Helyezés | Nemzet | Idő      | Mj |
| -------- | --- | -------- | -- |
| Arany    | Németország (GER) · Fanny Fischer · Nicole Reinhardt · Katrin Wagner-Augustin · Conny Wassmuth                | 1:32,231 |    |
| Ezüst    | Magyarország (HUN) · Kovács Katalin · Szabó Gabriella · Kozák Danuta · Janics Natasa                          | 1:32,971 |    |
| Bronz    | Ausztrália (AUS) · Lisa Oldenhof · Hannah Davis · Chantal Meek · Lyndsie Fogarty                              | 1:34,704 |    |
| 4.       | Lengyelország (POL) · Beata Mikołajczyk · Aneta Pastuszka-Konieczna · Edyta Dzieniszewska · Dorota Kuczkowska | 1:34,752 |    |
| 5.       | Spanyolország (ESP) · Beatriz Manchón · Jana Smidaková · Sonia Molanes · Teresa Portela                       | 1:35,366 |    |
| 6.       | Japán (JPN) · Kitamoto Sinobu · Kuno Ajaka · Takeja Mikiko · Szuzuki Jumiko                                   | 1:36,465 |    |
| 7.       | Dél-afrikai Köztársaság (RSA) · Michele Eray · Carol Joyce · Nicola Mocke · Jennifer Hodson                   | 1:36,724 |    |
| 8.       | Olaszország (ITA) · Stefania Cicali · Alessandra Galiotto · Fabiana Sgroi · Alice Fagioli                     | 1:36,770 |    |
| 9.       | Kína (CHN) · Hszü Ja-ping · Csung Hung-jen · Jü La-mej · Liang Pej-hszing                                     | 1:37,418 |    |